# 토네르 야운데
토네르 야운데(Tonnerre Yaoundé)는 카메룬의 수도 야운데를 연고지로 하는 카메룬의 명문 축구 클럽이다. 이 클럽은 1980년대에 가장 두각을 나타냈으며 5번의 전국 선수권 대회에서 모두 우승했다. 전국대회에서도 5차례 우승을 차지했다. 클럽의 가장 주목할만한 선수 중에는 세기의 아프리카 선수인 로제 밀라, 리고베르 송 및 전 FIFA 올해의 선수였던 라이베리아의 조지 웨아가 있다.

## 역대 감독
| 감독      | 임기        |
| --------- | ----------- |
| 로제 밀라 | 2007 ~ 2011 |